# Rekat
Rećat, rekat, rekjat (tur. rekȃt ← arap. räka̔), jedinica muslimanske molitve, dio islamskog molitvenoga obreda; jedan namaz ima 2, 3 ili 4 rećata